# CIVO United FC
El CIVO United Football Club (Civil Services) és un club de Malawi de futbol de la ciutat de Lilongwe.

## Palmarès
- Lliga malawiana de futbol:[3]

1987
- Copa malawiana de futbol:[4]

2015
- Copa de la Premsa de Malawi:[4]

1983, 1986
- Copa Chibuku de Malawi:[4]

1981, 1982
- Copa President de Malawi:[4]

2010